# Miguel Palmer
Miguel Ángel Palomera Gonzali, conhecido como Miguel Palmer (Villahermosa, 1 de novembro de 1942 — Cidade do Mexico, 18 de outubro de 2021) foi um ator mexicano.

## Filmografia
- 2011 - "Dos hogares" - Telenovela - Hernan Colmenares.
- 2001 - "Amigas y rivales" - Telenovela - Alberto.
- 1998 - "Fuera de la ley".
- 1994 - "Marimar" - Telenovela - Gustavo Aldama.
- 1991 - "Milagro y magia" - Telenovela - Roberto.
- 1988 - "Nosotros los Gómez" - Série - Actuación Especial - 1 capítulo.
- 1987 - "Senda de gloria" - Telenovela - Tomás Garrido Canabal.
- 1986 - "Herencia maldita" - Telenovela - Armando Rojas.
- 1984 - "Cosas de Casados" - Série - Miguel.
- 1983 - "El maleficio" - Telenovela - Armando Ramos.
- 1983 - "Bodas de odio" - Telenovela - Alejandro Almonte.
- 1983 - "Leona Vicario" - Telenovela - Andrés Quintana Roo.
- 1982 - "Al final del arco iris" - Telenovela - Pablo.
- 1981 - "Toda una vida" - Telenovela - Sergio.
- 1980 - "Al rojo vivo" - Telenovela - Alfredo Alvarez.
- 1980 - "La Madre" - Telenovela - Jojol.
- 1979 - "Una mujer marcada" - Telenovela - Aldo.
- 1979 - "Los ricos también lloran" - Telenovela - Diego (#1).
- 1978 - "Viviana" - Telenovela - Jaime Ordoñes.
- 1978 - "La noche del sábado" - Telenovela - Florencio.
- 1977 - "Rina" - Telenovela - Lic. Carrillo.
- 1977 - "Dos a quererse" - Telenovela - Andrés.
- 1976 - "Mundos opuestos" - Telenovela - Mario de la Mora.
- 1974 - "Mundo de juguete" - Telenovela - Ignacio.
- 1971 - "La Inconquistable Viviana Hortiguera" - Telenovela peruana de Panamericana Editora (Perú).
- 1971 - "Un verano para recordar" - Telenovela peruana de Panamericana Televisión (Perú).
- 1968 - "Remolino de pasiones".

## Prêmios e indicações

### TVyNovelas
| Ano  | Categoria                | Telenovela             | Resultado |
| ---- | ------------------------ | ---------------------- | --------- |
| 1987 | Melhor ator protagonista | Herencia maldita       | Indicado  |
| 1984 | Melhor ator protagonista | Bodas de odio          | Indicado  |
| 1983 | Melhor ator antagonista  | Al final del arco iris | Venceu    |